# Slag bij Longue-Pointe
De Slag bij Longue-Pointe vond plaats op 24 september 1775 ten noordwesten van het toenmalige Montreal, tijdens de Amerikaanse Onafhankelijkheidsoorlog en eindigde met een Britse overwinning. Een detachement van het leger van generaal Ethan Allen werd door Quebecse milities verslagen buiten de muren van Montreal.
Allens doel was de bescherming van de oever van de Saint Lawrencerivier en te vermijden dat de Britse generaal Guy Carleton Fort Saint-Jean, onder beleg van de Amerikaanse generaal Richard Montgomery, te hulp zou komen. Door gebrek aan voldoende informatie, besloten de Amerikanen echter om Montreal zelf aan te vallen. Zij stuitten op een strijdkracht van milities en Britse troepen en de troepen van Allen dienden zich snel over te geven.
De mislukte aanval op Montreal leidde tot een totale mobilisatie van de plaatselijke milities, die spoedig 2.000 man telden. Carleton bleef echter weigeren om de hulp van Fort Saint-Jean te organiseren. De militieleden raakten hierdoor ontgoocheld en keerden terug naar huis, terwijl Carleton terugkeerde naar Quebec. In november veroverde Montgomery de stad Montreal zonder enig schot.